# ベネデット・ブリン (戦艦)
ベネデット・ブリン (Benedetto Brin) はイタリア海軍の前弩級戦艦。レジナ・マルゲリータ級。

## 艦歴
Regio Cantiere di Castellammare di Stabiaで建造。1899年1月30日起工。1901年11月7日、イタリア国王夫妻などの臨席のもとで進水。1905年9月1日竣工。地中海艦隊に所属。 

### 伊土戦争
1911年9月29日、リビア獲得を目的としてイタリアはオスマン帝国に宣戦布告し、伊土戦争が勃発。開戦時は「ベネデット・ブリン」は第2艦隊第3戦隊に所属しており、同艦隊のFarvelli中将の旗艦であった。トリポリでは降伏の要求に対する応答がなかったことから10月3日には艦砲射撃が実施され、「ベネデット・ブリン」も参加した。艦砲射撃は翌日も実行された。オスマン帝国側の反撃によるイタリア艦隊の被害はなかった。10月5日、トリポリは占領された。
1912年4月13日、「ベネデット・ブリン」を含む第2艦隊はトリポリおよびアウグスタより出航し、エーゲ海へ向かった。4月17日、スタンパリア島で第2艦隊は第1艦隊と合同。その後は第3戦隊は他とは別に行動した。「ベネデット・ブリン」と「レジナ・マルゲリータ」はそれぞれ水雷艇1隻を伴ってロドス島・マルマリス間のケーブル切断を行った。第2戦隊は7月はイタリア本土で修理や砲身の交換を行っていた。また、1912年には「ベネデット・ブリン」には3インチ砲が4門追加装備されている。

### 第一次世界大戦
旧式化していた「ベネデット・ブリン」は「レジナ・マルゲリータ」とともに第3戦隊で練習艦とされた。
1915年9月27日、「ベネデット・ブリン」はブリンディジで大爆発を起こして破壊された。後部弾薬庫内での発火により引き起こされた爆発で後部砲塔は宙に飛ばされ、艦の後ろ半分は引き裂かれた。艦は着底したが、前部の砲塔は水面上に出ていた。
当時は爆発はオーストリア＝ハンガリー帝国の破壊行為によるものと考えられたが、現在のイタリア海軍は過失によるものと考えている。
387名が生き残ったが、Ernesto Rubin de Cervin少将を含め454名が死亡した。前部の12インチ砲2門は回収され、ヴェネチア防備の沿岸砲として再利用された。